# Белое на чёрном
«Бе́лое на чёрном» — автобиографический роман Рубена Давида Гонсалеса Гальего, опубликованный в 2002 году и ставший лауреатом премии «Букер — Открытая Россия» 2003 года.
Книга повествует в ярких, откровенных и местами шокирующих тонах о жизни больных детей в советских детских домах.
Книга была переведена на многие языки. В МХТ им. Чехова Мариной Брусникиной поставлен одноимённый спектакль. 16 октября 2009 года в театре города Орёл «Свободное пространство» состоялась премьера одноимённого спектакля. Режиссёром стал Геннадий Тростянецкий.
В 2011 году спектакль-читку «Белое на чёрном» выпустил Театр Одного (г. Воронеж). Автор спектакля — Борис Алексеев.
В 2017 году книга «Белое на чёрном» была озвучена на студии звукозаписи «Вимбо». Аудиокнигу прочёл актёр Ефим Шифрин. Режиссёр — Дмитрий Креминский.

## Об авторе
Рубен Гальего — сын венесуэльца и испанки, внук генерального секретаря Коммунистической партии народов Испании Игнасио Гальего. Родился в Москве в Кремлёвской больнице в 1968 году. При рождении ему был поставлен диагноз «детский церебральный паралич». В младенчестве разлучён с матерью, объявлен умершим и отправлен в детский дом.